# Ich kann den anderen in die Augen sehen
Ich kann den anderen in die Augen sehen – trzynasty album zespołu Die Flippers wydany w roku 1984.

## Lista utworów
1. Ich kann den anderen in Deinen Augen sehen – 3:45
2. Teufel aus Caracas – 2:22
3. Mit dem Wind um die Welt – 3:33
4. Monika – 3:16
5. Schenk mir Deine Liebe – 4:26
6. Angelika – 3:52
7. Ich muss wieder lernen ohne Dich zu Leben – 4:14
8. Der Sommer, als Jenny sich verliebte – 4:01
9. Maria La Catalania – 3:58
10. Der Wind hinter mir – 2:43
11. Sabine – 3:10
12. Hab Dich verloren– 3:11